# Małobór (powiat drawski)
Małobór (niem. Chartronswalde) – osada w Polsce położona w województwie zachodniopomorskim, w powiecie drawskim, w gminie Złocieniec.
W latach 1975–1998 miejscowość administracyjnie należała do województwa koszalińskiego. 
W roku 2007 osada liczyła 37 mieszkańców. 
Miejscowość wchodzi w skład sołectwa Warniłęg.

## Geografia
Osada leży ok. 1,3 km na południowy wschód od Warniłęga, ok. 1,3 km od jeziora Drawsko.